# Herona
Herona es un género de lepidópteros perteneciente a la familia Nymphalidae. Es originario del este de Asia.

## Especies
- Herona marathus, Pasha
- Herona sumatrana